# Fredskonferensen i Paris (1919)

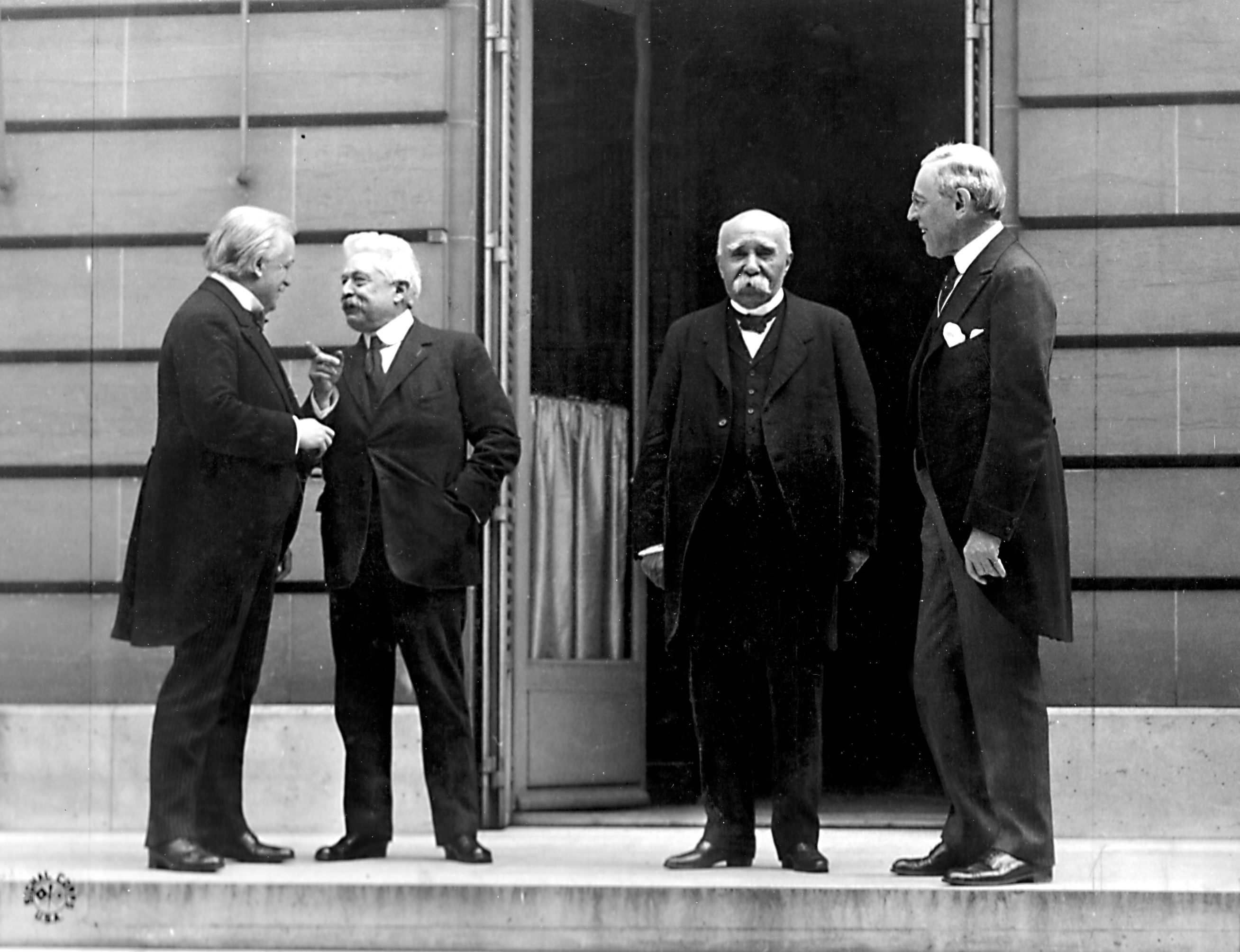
De fyra stora: David Lloyd George Storbritannien, Vittorio Orlando, Italien, Georges Clemenceau, Frankrike och Woodrow Wilson, USA

Fredskonferensen i Paris (1919) började den 18 januari 1919 för att reglera förhållanden mellan segrarmakterna (Ententen) och Centralmakterna efter första världskriget. Konferensen ägde rum på fem orter runt Paris och pågick till 21 januari 1920. Deltagare var delegater från 32 länder. Centralmakterna blev inte inbjudna till konferensen. Tongivande var regeringscheferna från Storbritannien, Italien, Frankrike och USA.

## Förlopp
Konferensen inleddes den 18 januari och ägde rum i Paris omgivningar, Versailles, Saint-Germain-en-Laye, Grand Trianon, Neuilly-sur-Seine och Sèvres. Under den första månaden blev man enig om bildandet av Nationernas förbund (NF) och att Tysklands kolonier skulle bli mandat under NF. Inte heller gränsdragningar på Balkanhalvön vållade någon oenighet. I mitten av februari for president Woodrow Wilson till Washington för att förankra resultaten i USA:s kongress.

### Nationernas förbund och inledning

Nationernas förbunds flagga (1939–1941)

Idén till Nationernas förbund, NF föddes 1914 i Washington, D.C.. Initiativtagare var Andrew Carnegie och Storbritanniens ambassadör Lord Bruce som bildade en grupp pacifister. Jane Addams arrangerade en fredskonferens i Washington i januari 1915, där man föreslog ett ”permanent förbund av neutrala nationer” med uppgift att arbeta för fred och nedrustning. 
Under fredskonferensen föreslog president Wilson bildandet av NF, vilket Storbritannien, Italien och Frankrike accepterade. Men Wilson behövde övertyga kongressen och reste hem den 14 februari. Republikanerna var motståndare till NF, men kongressen röstade för NF. Wilson återvände till Paris och NF kunde bildas den 10 januari 1920 med säte i Genève. Från början bestod NF av 41 medlemsländer som alla tillhörde segrarmakterna eller varit neutrala.
Den 8 januari hade president Wilson presenterat 14 punkter som en plattform för varaktig fred för kongressen. Dessa punkter upptogs positivt i Europa, men regeringscheferna i Storbritannien, Frankrike och Italien var skeptiska.

### Versaillesfreden
Texten till Versaillesfreden, ett fredsavtal med Tyskland blev klart den 7 maj och väckte starka reaktioner i Berlin. Tyskland lämnade flera motförslag, men fick inget gehör. Fredsavtalet stadfästes den 23 juni och godkändes av tyska riksdagen. Utrikesminister Hermann Müller och trafikminister Johannes Bell undertecknade Versaillesfreden den 28 juni 1919.
Hårda villkor
Frankrike yrkade på hårda villkor och fick igenom det mesta.
1. Tyskland och dess bundsförvanter var orsak till kriget.
2. Elsass-Lothringen skulle återgå till Frankrike, Nordslesvig till Danmark, Posen och Västpreussen till Polen, Övre Schlesien till Tjeckoslovakien. Alla kolonier förlorades och blev mandat under NF.
3. Militär nedrustning, armé högst 100 000 man och inget flygvapen.
4. Krigsskadestånd bestämdes till 269 miljarder guldmark att betalas under 40 år.

#### Kritik
USA ratificerade inte detta fredsavtal, utan kallade till ett separat avtal. Det arbetades fram i Berlin och skrevs under den 25 augusti 1921.
Den franske marskalken Ferdinand Foch kommenterade avtalet: ”Detta är inte ett fredsavtal, det är ett 20-årigt vapenstillestånd."
Versaillesfredens villkor kritiserades vid den Internationella kvinnokonferensen i Zürich i maj 1919.

## Relaterade fredsavtal

### Freden i Saint-Germain

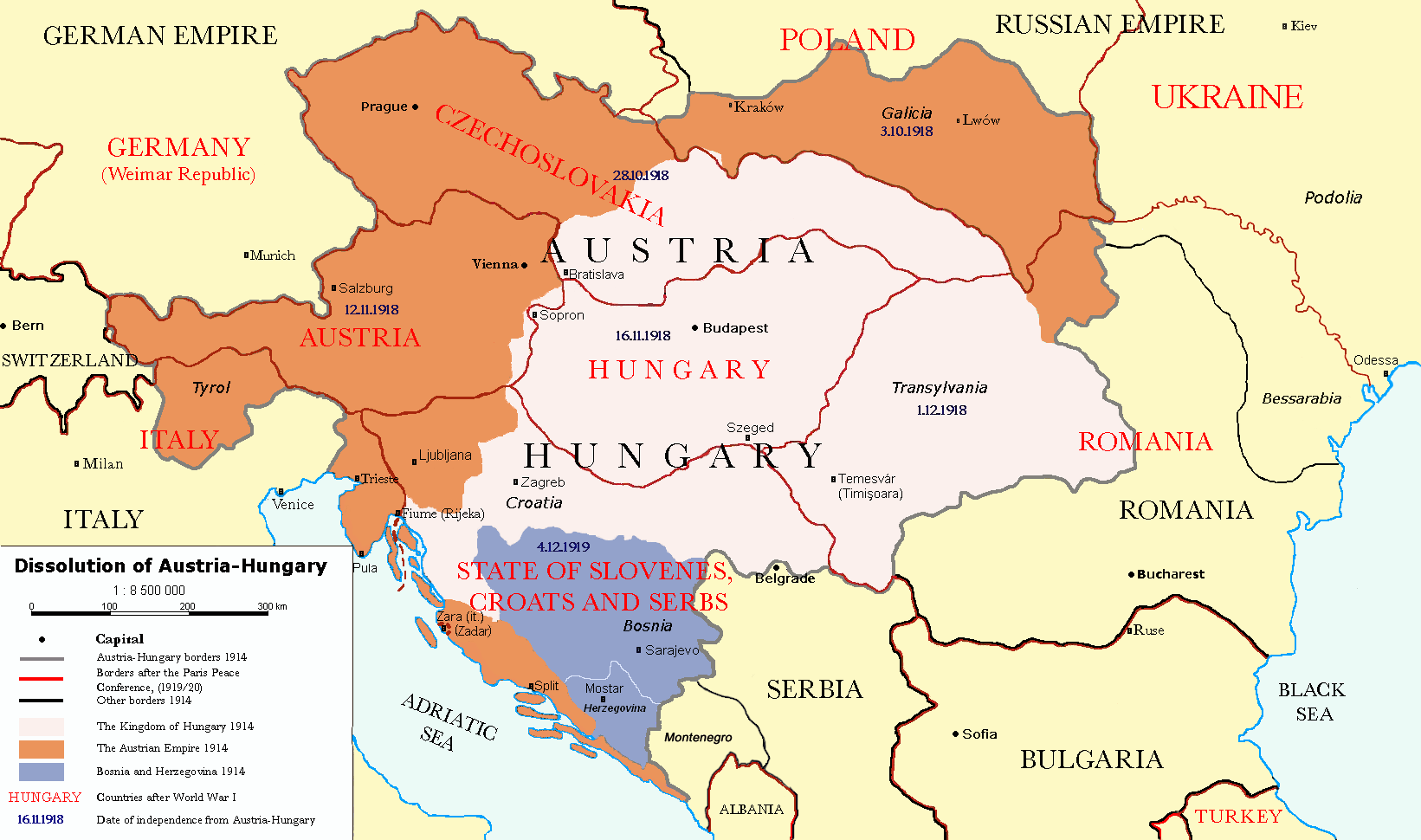
Upplösning av Österrike-Ungern

Freden i Saint Germain var ett fredsavtal med Österrike som skrevs under den 10 september 1919. Kejsardömet Österrike med 30 miljoner invånare reducerades till Republiken Österrike med 8 miljoner. Böhmen-Mähren bildade den nya staten Tjeckoslovakien, Galizien överfördes till Polen och södra Tyrolen (nuvarande Sydtyrolen) till Italien. Slovenien, Bosnien, Hercegovina och Dalmatien bildade den nya staten Jugoslavien.

### Freden i Trianon
Trianonfördraget var ett fredsavtal mellan segrarmakterna och den ungerska halvan av dubbelmonarkin Österrike-Ungern. Fördraget skrevs under den 4 juni 1920 i palatset Grand Trianon beläget i Versallesparken. Ungern reducerades till en tredjedel av sitt tidigare territorium. Den nordvästra delen av det forna Kungariket Ungern blev det nya Ungern med 8 miljoner invånare. Tjeckoslovakien och Jugoslavien blev nya stater. Rumänien tilldelades Transsylvanien och Fiume blev en fristat, som inlemmades i Italien 1924. Tre miljoner av den ungerska befolkningen hamnade i de nya länderna. Den ungerska krigsmakten fick inte överstiga 35 000 man.

### Freden i Neuilly-sur-Seine
Freden i Neuilly-sur-Seine var ett fredsavtal med Bulgarien som skrevs under den 27 november 1919. Bulgarien förlorade Strumicaområdet till Jugoslavien i väst, Dobrudzja i norr och Thrakien med kust i Egeiska havet till Grekland. Den bulgariska krigsmakten fick inte överstiga 20 000 man och Krigsskadestånd bestämdes till 100 miljoner pund sterling.

### Freden i Sèvres
Det sista fredsfördraget undertecknades i Sèvres den 10 augusti 1920, men blev aldrig ratificerad. Det byggde till stor del på Sykes-Picot-avtalet, ett hemligt avtal från 1916 mellan Storbritannien, Frankrike och Ryssland. Ottomanska riket delades mellan segrarmakterna. Cypern, Egypten, Palestina och Irak kom under brittisk administration, medan Kilikien och Syrien kom under fransk kontroll. Kurdistan fick autonom status medan Armenien blev självständigt. 
I Anatolien utbröt det Turkiska frihetskriget den 19 maj 1919. Mustafa Kemal Atatürk fick stöd av den nybildade Ryska sovjetrepubliken, segrade 11 oktober 1922 och bildade Republiken Turkiet.

## Japans anspråk
När första världskriget bröt ut önskade Japan vara neutralt, men måste följa det brittisk-japanska avtalet från  1911 och förklarade Tyskland krig den 23 augusti 1914. Japan erövrade den tyska kolonin Shantung på kinesiska fastlandet samt de tyska öarna i Stilla havet. Japan byggde handelsfartyg och örlogsfartyg för Storbritannien och Frankrike samt bekämpade tyska fartyg i Medelhavet.

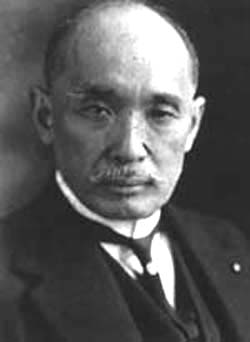
Baron Nobuaki Makino

Vid fredsförhandlingarna ställde Japan två krav:
- Att i avtalet om Nationernas förbund skulle införas en paragraf om att alla medlemsländer skulle vara jämlika och behandlas lika och rättvist oberoende av ras och nationalitet.
- Att de tyska kolonierna, Shantung i Kina och öarna i Stilla havet norr om ekvatorn skulle överföras till Japan.

USA var ordförande vid fredskonferensen när Japans krav skulle behandlas. Den första punkten kom aldrig upp på dagordningen, eftersom Wilson visste att Storbritannien och Australien inte skulle acceptera denna formulering.
Den kinesiska halvön Shantung överfördes till Japan. Kina protesterade, då de hade också bekämpat Tyskland.

## Arabiska anspråk

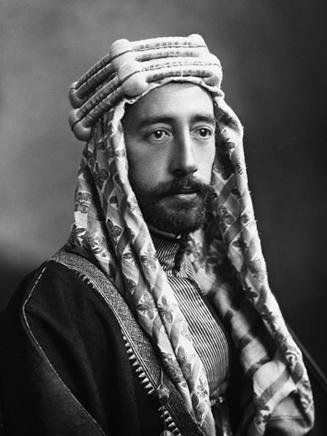
Prins Faisal, 1920

Storbritannien och Frankrike hade bestämt att krossa det Osmanska riket och träffat ett hemligt avtal, Sykes-Picot-avtalet. Samtidigt hade Storbritannien förhandlat med emiren Hussein ibn Ali av Mecka om en revolt mot det Osmanska riket och lovat att Hussein skulle bli monark i ett självständigt arabiskt kungadöme med Damaskus som huvudstad. Husseins son, prins Faisal, en av de arabiska ledarna och T.E. Lawrence brittisk samverkansofficer erövrade Damaskus hösten 1918.
Faisal infann sig på fredskonferensen i Paris. De franska och italienska delegaterna förnedrade honom genom att påstå att araberna var underutvecklade och obildade och därför inte kunde komma i fråga för att styra Syrien.
Våren 1920 sammankallade NF:s högsta råd en konferens i San Remo på italienska Rivieran. Den 25 april beslöts att hela området mellan Medelhavet och den persiska gränsen skulle bli ett mandat under NF.

## Efterverkningar
USA kom till fredskonferensen med 14 punkter som en plattform för varaktig fred för kongressen, men Storbritannien och Frankrike ville till varje pris försäkra sig om att centralmakterna inte skulle kunna hota den europeiska freden.
- Marskalk Foch fick rätt: Versaillesfreden blev endast ett ”20-årigt vapenstillestånd”.
- Fredsavtalet med Österrike ledde till inbördeskrig 1934.
- Trianonfördraget upplevdes i Ungern som orättfärdigt och lade grunden för framtida konflikter ända in i 2000-talet.[6]
- Freden i Neuilly-sur-Seine ledde till stort missnöje i Bulgarien och armén begränsades till 20 000 man. Många officerare engagerade sig politiskt i opposition mot regeringen som försökte införa demokrati. Efter flera militärkupper allierade sig Bulgarien med Nazityskland och det fascistiska Italien.[16]
- Freden i Sèvres innebar att Osmanska riket upphörde efter 600 år. Mellanöstern delades efter Sykes-Picot-överenskommelsen. Löftet till araberna om ett arabiskt kungadöme i Syrien bröts och prins Faisal fick nöja sig med Irak under Storbritanniens beskydd.[17]

## Originalcitat
1. ↑  ”Ce n'est pas une paix, c'est un armistice de 20 ans.”